# Stratolaunch Systems
Stratolaunch Systems Corporation es una empresa de transporte espacial que está desarrollando un nuevo sistema de lanzamiento aéreo a órbita, su sede corporativa está ubicada en Seattle, Washington. El proyecto fue anunciado oficialmente en diciembre de 2011 por el cofundador de Microsoft, Paul Allen, y el fundador de Scaled Composites, Burt Rutan, que previamente había colaborado en la creación de SpaceShipOne.
Consiste en un sistema de lanzamiento móvil con tres componentes primarios; un avión de transporte que está siendo construido por Scaled Composites; un "vehículo de lanzamiento" de carga útil de varias etapas que se lanzaría a gran altitud en el espacio desde debajo del avión portador; un sistema de acoplamiento e integración elaborado por la empresa Dynetics.
Los primeros vuelos de prueba se llevarían a cabo en el año 2019, con el objetivo de realizar el primer vuelo comercial en el año 2020. No obstante, en enero de 2019 (meses después del fallecimiento de Paul Allen), se anuncia la cancelación del proyecto.

## Historia
Iniciado un año antes de que se anunciara públicamente. Inicialmente se preveía un presupuesto de desarrollo de 300 millones de dólares en el año 2011. La empresa Dynetics inició sus trabajos a principios de 2010, con una plantilla de 40 empleados trabajando en el proyecto a partir de diciembre de 2011. Dynetics fue citada como "responsable de la ingeniería de sistemas total, integración y pruebas, que incluye aerodinámica, cargas e interfaces". También se anunció que la corporación SpaceX estaba trabajando en el diseño de los componentes de vehículos espaciales con cohete del sistema.
La colaboración con SpaceX finalizó en el año 2012. Durante una entrevista celebrada en 2015, el expresidente Chuck Beames (2014-2016) explicó: "SpaceX fue un socio, y como sucede en muchas sociedades, se determinó que lo mejor sería ir cada uno por nuestro lado –intereses encontrados. Estábamos interesados en sus motores, pero Elon y su equipo tienen sus miras en Marte, y nosotros intentamos algo completamente distinto, por lo cual, creo que lo que hicimos fue lo mejor para los dos, separarnos de manera amigable".
Stratolaunch Systems finalizó su primer hangar de 8200 m² (88 000 pies cuadrados) en octubre de 2012. En febrero de 2013, la compañía finalizó sus hangares de montaje de portadores de 8607 m² (92 640 pies cuadrados) en el Puerto Aéreo y Espacial de Mojave.
El avión de transporte originalmente fue proyectado para realizar su primer vuelo de prueba en 2015. En octubre de 2013, se desechó la idea atrasándola hasta el año 2016, al final se acordó que el primer vuelo se ha previsto para 2018.
En 2014, la empresa anunció que estaban considerando opciones de poder lanzar satélites de distintos tamaños, por lo que los trabajos de confección del vehículo de lanzamiento se ha ralentizado enfocándose en la terminación de dicho avión.
En 2015 Stratolaunch Systems pasó a ser supervisada por Vulcan Aerospace, la nueva compañía de Paul Allen, subsidiaria de Vulcan, Inc. Chuck Beames declaró en esa ocasión, "Vulcan Aerospace es una empresa de Vulcan, Inc. que planea y ejecuta proyectos para cambiar el concepto que se tiene sobre los viajes espaciales en el mundo por medio de la reducción de costes y demanda. Vulcan Aerospace custodia el SpaceShipOne y supervisa el proyecto Stratolaunch Systems". En noviembre del mismo año, Gary Wentz "renunció como presidente y CEO de Stratolaunch Systems para unirse a United Launch Alliance (ULA) para liderar los lanzamientos con astronautas" para ULA. Vulcan puso fin a su contrato con Orbital ATK a mediados de 2015 anunciando que un nuevo cohete se haría efectivo a finales de 2015 para la Stratolaunch Carrier Aircraft.
En 2017, la revista Fast Company nombró a Stratolaunch como una de las compañías más innovadoras del mundo citando el potencial del sistema de lanzamiento utilizado.
En abril de 2017, Stratolaunch cambió legalmente su antiguo nombre Vulcan Aerospace para denominarse Stratolaunch Systems Corporation.
En mayo de 2017, fue lanzado por primera vez para comprobar el test de abastecimiento de combustible, la primera de muchas pruebas a realizar en tierra.
Luego de pocos meses de la muerte de Paul Allen, en enero de 2019 se anuncia la cancelación del proyecto.

## Aviones de transporte

Comparación de la envergadura de alas del avión de transporte Stratolaunch con otros grandes aviones

Allen y Rutan indicaron que el avión Stratolaunch tendría una envergadura de ala de 117 m (385 pies) o alrededor de 6.1 m (20 pies) más largo que un Saturno V de los utilizados en los programa Apolo y casi la mitad que un dirigible tipo Hindenburg. Convirtiéndolo en el avión más grande, por envergadura de ala, para volar. Tendrá un peso de más de 540 000 kg (1 200 000 libras) incluyendo el vehículo de lanzamiento totalmente equipado y requerirá una pista de aterrizaje de al menos 3700 m (12 000 pies) de largo. Puede transportar más de 230 000 kg (500 000 lb) de carga útil.
El avión de transporte será accionado por seis motores de reacción de la gama Pratt & Whitney PW4000, 205-296 kN (46 000-66 500 lbf), reciclados de dos 747-400 de los que se canibalizaron los motores, la aviónica, la cubierta de vuelo, el tren de aterrizaje y otros sistemas comprobando previamente su funcionamiento, para reducir el presupuesto de desarrollo. El avión está diseñado para tener un alcance de 2200 km (1200 nmi) cuando se realice alguna misión.
En agosto de 2015, el presidente de Vulcan Aerospace, Chuck Beames, dijo: "En 2016, creo que tendremos el avión volando... el 80 por ciento se está fabricando ahora... alrededor del 40 por ciento ya está montado... deberíamos tener el montaje final hecho a finales de este año o principios del próximo año. Para los próximos años, haremos todas las prácticas de vuelo en Mojave... Ya existe un corredor aéreo que la Fuerza Aérea ha establecido para este tipo de test, y volaremos sobre el Pacífico".
El 31 de mayo de 2017 el primer avión de transporte Stratolaunch fue remolcado fuera del hangar de Stratolaunch Mojave para comenzar pruebas en tierra. Dos años después, el 13 de abril de 2019, tuvo lugar el primer vuelo de prueba.

## Vehículo de lanzamiento
Originalmente, la empresa SpaceX tenía la intención de proveer un cohete de combustible líquido que serviría como medio para elevar el Stratolaunch al espacio a una altura considerable para a continuación lanzarlo desde la parte de abajo, pero la colaboración con SpaceX fue cancelada a finales de 2012.
En noviembre de 2012, la empresa negoció mediante un "contrato de estudio" con Orbital ATK el desarrollo y evaluación de "varias configuraciones alternativas" para el vehículo que se lanzará desde el avión de transporte.
A principios de 2013, Orbital ATB firmó un contrato para desarrollar el cohete de combustible sólido Pegasus II, componente de lanzamiento del vehículo Stratolaunch: Se esperaba que el Pegasus II pudiera cargar hasta 6100 kg (13 500 libras) en una órbita baja terrestre.
En mayo de 2014, se anunció que el Pegasus II no estaba logrando los objetivos económicos de diseño fijados y Stratolaunch había contratado con Aerojet Rocketdyne la construcción de motores de combustible líquido de doble motor RL10C-1 para el vehículo de lanzamiento.
En octubre de 2016, se anunció que los cohetes "múltiples" Pegasus XL serían los utilizados por Stratolaunch.

### Vehículo de lanzamiento tripulado
Tras perder en septiembre de 2014 una oferta comercial para desarrollar un vehículo de lanzamiento tripulado, programa financiado por la NASA en la que también se presentaron SpaceX y Boeing, la empresa privada Sierra Nevada Corporation anunció que había ideado un sistema de lanzamiento que combinaba una versión reducida del avión espacial SpaceDev Dream Chaser con los sistemas de lanzamiento del Stratolaunch.

## Instalaciones
En 2011, Stratolaunch Systems firmó un contrato de arrendamiento de 20 años con la Autoridad Aeroportuaria del Condado de Kern, Mojave, California, para el arrendamiento de 81 000 m² (20 acres) en el Puerto Aéreo y Espacial de Mojave para construir instalaciones de producción y lanzamiento.
En el año 2015, Stratolaunch tiene un hangar para fabricar el avión de transporte de 8200 m² (88 000 pies cuadrados) y un hangar de montaje de 8607 m² (92 640 pies cuadrados) situado cerca de Scaled Composites. El primero de los dos edificios, la "instalación de 88 000 pies cuadrados para se va a utilizar para construir las secciones correspondientes al ala y fuselaje", fue puesto en producción en octubre de 2012, dos meses antes de lo previsto y dentro del presupuesto. Stratolaunch finalizó su segundo edificio en Mojave, la instalación de hangar más grande para el avión de transporte Stratolaunch, en febrero de 2013.
El 31 de mayo de 2017 el primer avión de transporte Stratolaunch fue remolcado fuera del edificio de Stratolaunch Mojave para comenzar pruebas de tierra. El plan es realizar el primer lanzamiento en 2019.
El 13 de abril de 2019 realizó su primer vuelo de prueba en Mojave, California, EE. UU.. El vuelo en el debut duró aproximadamente dos horas y media, tuvo una velocidad máxima de 680 km/h y alcanzó una altitud de 5182 m, según la empresa de transporte espacial Stratolaunch.